# RMC
RMC, siglas de Radio Monte-Carlo, es una radio generalista con vocación nacional con sede en París, cuyo área de radiodifusión es Francia y Mónaco. 
La emisora fue fundada el 1 de julio de 1943 en Montecarlo y durante seis décadas fue la radio nacional del Principado de Mónaco, si bien el accionista mayoritario era el estado francés a través de SOFIRAD. Al estar asentada en el principado, se convirtió en una de las «radios periféricas» que pudo sortear el monopolio de la radiodifusión pública francesa, primero con cobertura en la Costa Azul y desde 1974 en todo el territorio galo gracias a un potente emisor. Después de alcanzar sus mayores cotas de popularidad en la década de 1980, la legalización de las radios privadas motivó un descenso de oyentes y el SOFIRAD, cada vez con mayores problemas económicos, puso a la venta su participación en 1998.
A finales del 2000, el grupo NextRadioTV adquirió la práctica totalidad de RMC, mientras que Mónaco se quedó una participación testimonial, y trasladó la sede a la capital francesa. El 22 de enero de 2001 se estrenó una nueva programación basada en tres pilares: información, talk-shows y deportes. Gracias a las retransmisiones deportivas y a una mayor interactividad con los oyentes, RMC aumentó su popularidad entre el público. Actualmente es la radio líder entre los mayores de 50 años y la cuarta emisora con más audiencia de Francia por detrás de RTL, France Inter y Europe 1.
Por RMC han pasado varios de los presentadores más renombrados de la radio francesa como Zappy Max, Jean-Pierre Foucault, Francis Blanche, Pierre Lescure, Patrick Sébastien y Jean-Claude Bourret.
Radio Monte-Carlo fue uno de los fundadores de la Unión Europea de Radiodifusión en 1950. La actual RMC sigue formando parte de esta organización gracias a la acción minoritaria del Principado de Mónaco, que incluye a la emisora dentro del Groupement de Radiodiffusion monégasque.